# Teeth
Teeth (englisch für Zähne) ist ein Lied der US-amerikanischen Pop-Sängerin Lady Gaga, das auf dem Album The Fame Monster erschienen ist. Den Song schrieb Lady Gaga zusammen mit Taja und Teddy Riley während der Fame Ball Tour. Aufgenommen wurde es in den Record Plant Studios in Los Angeles 2009.

## Bedeutung

Lady Gaga singt „Teeth“ während der Monster Ball Tour

In einem Interview bei MTV sagte Lady Gaga:

„Das erste, was in diesem Lied gezeigt wird, ist die Angst vor der sexuellen Wahrheit. Auch an dem Text merkt man, dass es auf die einfache Wahrheit gebunden ist, wenn ich sage ‚Zeig mir deine Zähne‘ oder ‚Sag mir deine Wahrheit‘. Ich denke, es ist auch von der Zeit meines Lebens inspiriert, als ich sexuell verrückt war.“

### Kritik
Teeth bekam sehr unterschiedliche Kritiken. Einige Zeitschriften nannten ihn als einen der schlechtesten Lieder des Albums, andere bezeichneten ihn als gelungen und beschrieben ihn als Original.
Sal. Cinquemani von Slant Magazine sagte: „Teeth klingt wie ein Titel aus dem letzten Album von Michael Jackson oder von Christina Aguilera“. Simon Preis von The Independent beschrieb es als „fremd“ und vergleicht es mit der ukrainischen Pop-Musik. Mikael Wood von der Los Angeles Times sagte, dass Teeth ein sehr schönes Lied im R&B-Swing sei. Michael Hubbard von Music OMH beschrieb Teeth als die größte Überraschung auf dem Album und stellte ferner fest, dass es ein gutes Lied zum Tanzen ist. Eine negative Kritik gab Nick Hyman von Under the Radar. Er sagte Teeth sei das schlimmste Lied des Albums. Jamie Gill von Dot Music bezeichnete das Lied als eines der exzentrischsten Lieder des Albums und sagt, es wäre „einfach genial“.

## Stil
Teeth enthält Elemente der Country-Musik, wie bestimmte Samples und die Akustikgitarre andeuten. Die Einführung ist „Don’t be scared, I’ve done this before, Show me your Teeth, Don’t want no money“, was übersetzt „Hab keine Angst, ich habe es schon getan, zeig mir deine Zähne, nicht ohne Geld“. Der Satz „Show me your Teeth“ kommt während des Liedes immer wieder vor. Das Lied ist in einem 4/4 Takt mit 132 Schlägen pro Minute geschrieben. Die Tonart ist h-moll. Abgesehen von dem Digital Engineering erfolgt die instrumentale Begleitung nur durch Klavier und Gitarre.

## Auftritte
Teeth wird nur auf der Monster Ball Tour als siebtes Lied gesungen. Während des Auftrittes trägt Lady Gaga ein schwarzes Outfit. Am Ende des Liedes beginnt sie zu bluten. Außerdem sang sie Teeth während der US-Morgensendung The Today Show.

## Musikvideo
Obwohl Teeth nicht als Singleauskopplung erschienen ist, wurde unter der Leitung des Regisseurs Sergio Ceron ein Musikvideo gedreht. Dieses Video beinhaltet Andeutungen von SM-Spielen zwischen zwei Männern. GaGa selbst ist im gesamten Video nicht zu sehen. Es wird komplett von zwei Männern gespielt. Außerdem sind als Anspielung auf den Titelnamen (englisch für Zähne) Vampirzähne zu sehen. Das Video wird nicht auf internationalen Musikkanälen im Fernsehen laufen, wurde jedoch von Lady GaGa genehmigt und finanziell unterstützt.

## Chartplatzierungen
Ebenfalls vertreten war es in den Top-100 der kanadischen iTunes.

## Mitwirkende
| - Lady Gaga – Text, Produktion, Gesang - Taja Riley – Text - Teddy Riley – Text, Chor, Abmischung - Dave Russel – Abmischung | - Eric Jackson – Instrumentation - Teyonie Dulan – Chor - Stacy Dulan – Chor Quelle |